# Gaddo Treves
Gaddo Elio Treves (Milano, 25 aprile 1916 – Milano, 15 agosto 1972) è stato uno psichiatra e attore italiano. È il padre del cantante e armonicista Fabio Treves.

## Biografia
Di famiglia triestina, Gaddo Treves compie gli studi di Psichiatria ed esercita la professione divenendo il primario del manicomio Ville Turro, mentre porta avanti anche una passione per l'ascolto e l'apprezzamento della musica, ma anche una propensione artistica come attore.
Arriva a comparire per la prima volta sui teleschermi ad una puntata del telequiz Lascia o raddoppia?, condotto da Mike Bongiorno, competendo contro la campionessa Adele Gallotti e restando sconfitto ma esponendo la sua ottima cultura cinematografica e non solo.
Successivamente arriva a contatto con l'ambiente cinematografico e inizia una carriera di attore sotto la direzione di registi eccellenti.
Nel 1961 partecipa al film Le italiane e l'amore, film organizzato per "episodi", in cui svolge un ruolo in "Ragazze Madri", sotto la regia di Nelo Risi con attrici del calibro di Lucia Gabrioli.
Lo stesso anno fa parte del cast de Il giudizio universale nel ruolo dell'ospite a casa Matteoni, sotto la regia di Vittorio De Sica, con attori del calibro di Fernandel, Vittorio Gassman, Renato Rascel, De Sica stesso, Alberto Sordi, Nino Manfredi, Mike Bongiorno, Franco Franchi e Ciccio Ingrassia.
Nel 1968 svolge un ruolo nel film Diario di una schizofrenica per la regia di Nelo Risi, Nastro d'argento per miglior sceneggiatura nel 1970, film tratto dal romanzo di Marguerite Andrèe Sécheraye, con Ghislaine D'Orsay, Margherita Lozano e Umberto Raho. Si tratta di un film con retrospettive psicologiche importanti, inerenti anche l'effettiva professione di Treves.
Straziami, ma di baci saziami sotto la regia di Dino Risi, nello stesso anno, è un'altra partecipazione cinematografica importante, a fianco di attori come Nino Manfredi, Pamela Tiffin, Ugo Tognazzi e Moira Orfei.
È stato sepolto al cimitero di Lambrate, ove i suoi resti esumati sono conservati in celletta.